# Hochkönig
Hochkönig este un munte cu altitudinea de 2941 m deasupra n.m. din masivul Alpilor Berchtesgaden, situat lângă comuna Dienten am Hochkönig.